# 康助
康助（こうじょ、生没年不詳）は、平安時代後期の仏師。頼助の子とされる。法眼。

## 略歴
平安時代後期を代表する仏師・定朝の後継者は、次代（定朝の子息とみられる）の覚助の後、院助の系統（院派）と頼助の系統（奈良仏師）の2つに分かれる。その頼助の次代で子息とみられるのが康助である。前述のように、この系統の仏師は奈良興福寺を拠点に活動したことから「奈良仏師」と称されるが、康助に関しては、その主たる活動の場は京都であり、禁裏や貴族の発願の造像を手がけた。記録に残る康助の事績としては、長承元年（1132年）鳥羽院発願による薬師十二神将像、久寿元年（1154年）同じく鳥羽院発願による鳥羽金剛心院の釈迦三尊像などがある。なお、永久4年（1116年）、春日西塔造仏で法橋、保延6年（1140年）、春日東塔造仏で法眼に補任されたように奈良との関係は保持し続けた。また、三十三間堂の創建で造仏を指揮したとされる。

## 業績
- 主に古像を修理し、その調査研究も行ったとされる。
- 新しい工法を採用するなど、奈良仏師の立場とそれに基づく作風を飛躍発展させた。平安末期における奈良仏師の方向性を決定づけたと評される。

## 作品
- 不動明王坐像（北向山不動院）重要文化財

元は久寿2年（1155年）、藤原忠実が、鳥羽殿安鎮のため安楽寿院内に立てた不動堂にあった像。不動明王の彫像には左脚を踏み下げる形のものをしばしば見かけるが、本像のように右脚を踏み下げる像は、絵画には作例があるが、平安・鎌倉時代の彫像では本像以外に例をみない。木寄せ法も特異で、頭部は耳の上方で、体部は胸と腹の間で、それぞれ上下の2部分に分かれ、これらの各部分がさらに前後左右の4材に分かれている。体部背面にはさらに背板状に2材を当てるなど細かい木寄せを行っており、部材間の随所にマチ材を挟んでいる。頭部と体部の接合をいわゆる挿し首とせず、矧ぎ合わせている点も特異である。眼には玉眼を嵌入するが（右目分のみ当初のもの）、これは製作時期のわかる玉眼嵌入事例のうち、長岳寺阿弥陀三尊像に次ぎ二番目に古い。作風も、円派・院派と全く異なり、誇張のない範囲で厳しい表情と力感ある肉身を表現している。なお、この長岳寺の像を康助の作とする説もある。
- 大日如来像（高野山金剛峯寺）重要文化財

谷上大日堂伝来。久安4年（1148年）、藤原忠実の願により高野山金剛心院に安置された康助作の金剛界五仏の中尊にあたると推定されている。円派・院派の華やかさと異なった沈着な趣があり、意匠は奈良風であるが、上の不動明王坐像との作風と比較すると、長岳寺の像と同様なお検討を要する。
- 三十三間堂に現存する、平安時代作の千手観音像124体のうちに作品が存在する可能性があり、この中で最も優れた160号像や919号像は康助の作としてよい。